# 忒修斯号
天空和早期宇宙瞬态高能探测器（Transient High-Energy Sky and Early Universe Surveyor），简称忒修斯号（THESEUS）是由欧洲航天局提出的一项太空望远镜任务提案，旨在通过研究伽玛射线爆和X射线来探索早期宇宙。如果该项目得以开发，则它将调查恒星形成速率和金属丰度演化，并研究再电离的来源和物理学原理。

## 概述
忒修斯号是一项任务概念，它将监测整个天空和整个宇宙史中的瞬态高能事件，特别希望能对宇宙最初10亿年的伽玛射线爆（GRB）进行全面普查，以帮助了解第一批恒星的生命周期。忒修斯号将能提供实时的触发事件和精确的光源位置，也可供其他在互补波长下运行的太空或地面望远镜进行后续的跟踪调查。
该概念于2018年5月被选为入围者，成为欧洲航天局（ESA）宇宙愿景计划的第五项中级任务（M5），另一项入围提案是展望号探测器，一艘金星轨道飞行器。2021年6月，“展望号”成为了最终获胜者，它将于2031年发射升空出。
该太空望远镜主要研究伽玛射线爆（GRB）和X射线以及与大质量恒星爆炸死亡、超新星爆发、黑洞潮汐瓦解事件以及磁星耀斑的关联，将可提供有关宇宙恒星形成速率、低质量星系数密度和性质、中性氢分数以及来自星系紫外线光子逃逸分数的基本信息。

## 科学载荷
忒修斯概念配置的探测设备包括：
- 软X射线成像仪（SXI），对0.3-6千电子伏特敏感，是一套4龙虾眼望远镜装置，总视场（FOV）范围覆盖1个球面度，且源定位精度<1-2弧分；
- 近红外望远镜 (IRT) ，是一架口径0.7米，作用于0.7-1.8微米红外波段的望远镜，可快速响应。视场范围为15x15弧分，具有成像和中等光谱能力 (R~400)，质量：112.6 公斤；
- X-伽玛射线成像光谱仪 (XGIS)，对2千20兆电子伏特敏感，是一组编码孔板相机，使用基于硅二极管耦合碘化铯晶体闪烁体探测器的一体式X-γ射线探测器，可提供1.5球面度视场、2-30千电子伏特中5弧分源定位精度和前所未有的大范围能带，设备质量为37.3 公斤。

## 另请查看
- 伽马射线天文学
- 拟建太空观测台列表
- X射线天文学